# قورباغه گلوزرد
قورباغه گلوزرد (نام علمی: Mannophryne trinitatis) نام یک گونه از راسته قورباغه است.